# Peter Cornelius (Komponist)

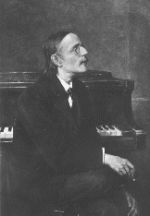
Peter Cornelius

Peter Carl August Cornelius (* 24. Dezember 1824 in Mainz; † 26. Oktober 1874 ebenda) war ein deutscher Komponist und Dichter.

## Leben

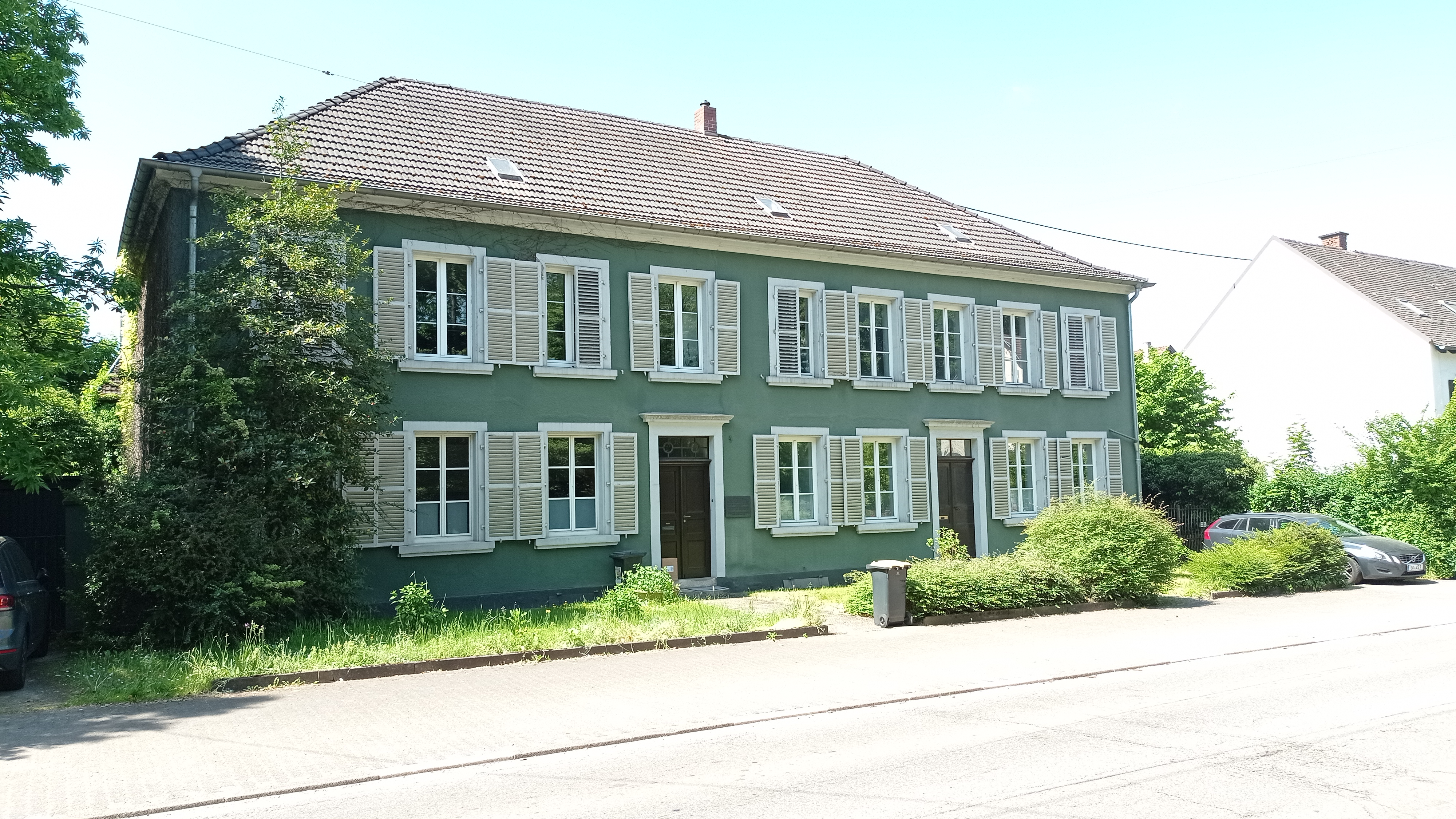
Wohnhaus von Johann Schily in Wallerfangen, Hauptstraße 4

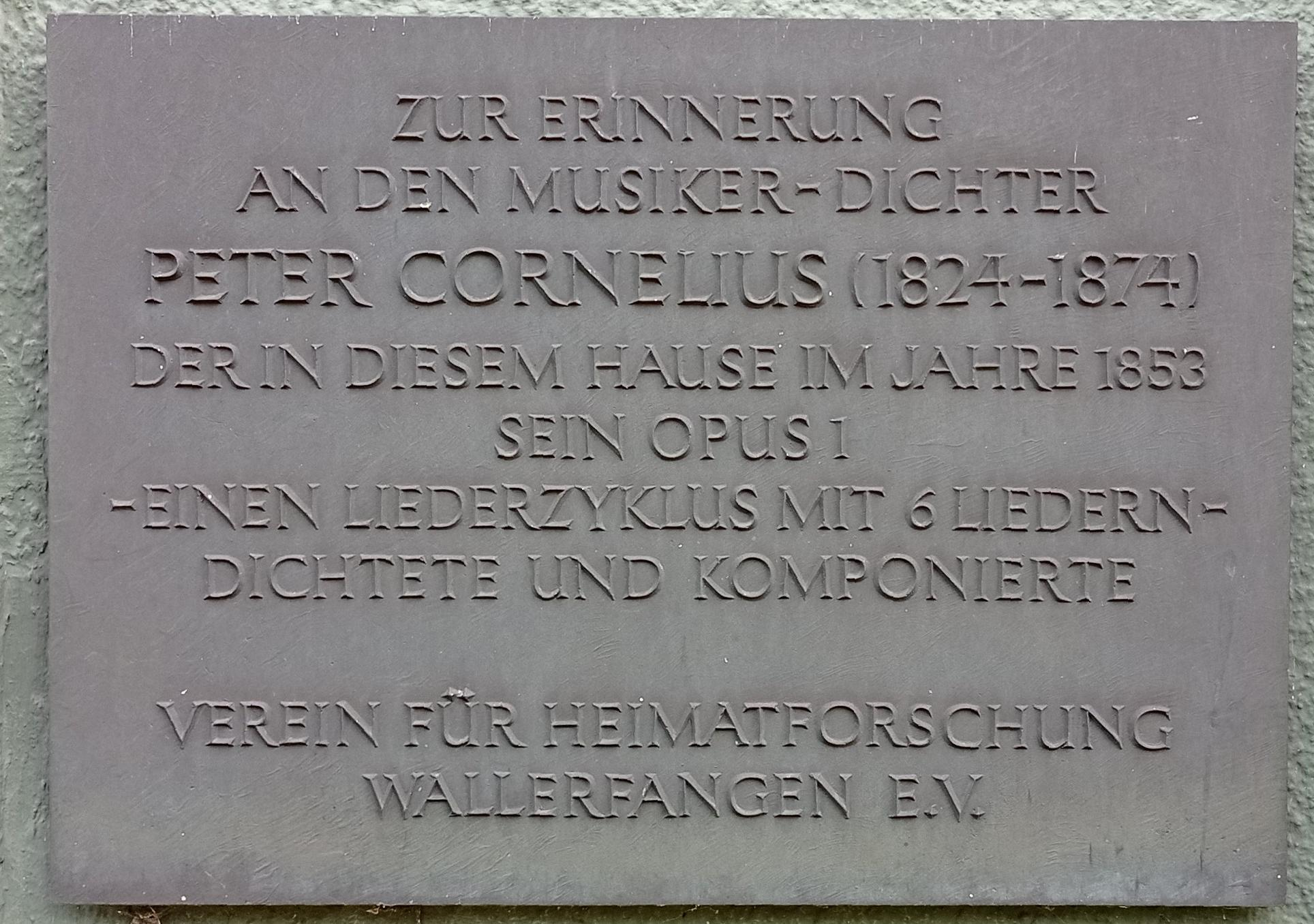
Gedenktafel zur Erinnerung an den Aufenthalt von Cornelius in Wallerfangen

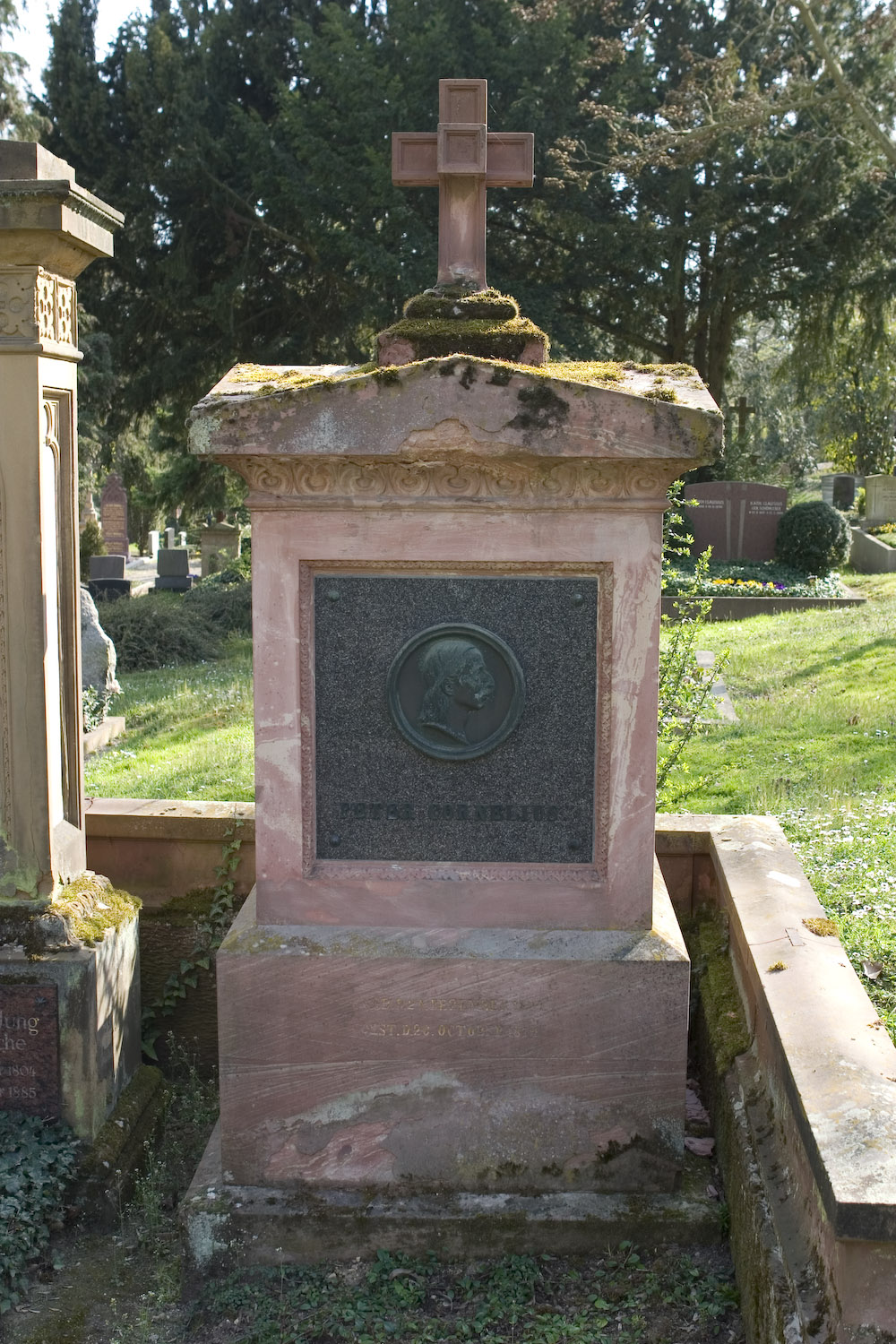
Das Grab des Komponisten in Mainz, April 2007

Peter Cornelius war der Sohn des Schauspielerehepaars Carl (1793–1843) und Friederike Cornelius, geb. Schwadtke (1789–1867); seine Geschwister waren der Historiker Carl Adolf Cornelius (1819–1903) und die Schriftstellerin Auguste Cornelius (1826–1890).
Nach Beendigung der Realschule war Cornelius als Violinist und Schauspieler am Mainzer Theater tätig und wurde 1843 mit 19 Jahren Hofschauspieler in Wiesbaden. 1844 kam er nach Berlin zu seinem Onkel, dem Maler Peter von Cornelius. Nach einigen Misserfolgen gab Cornelius den Beruf des Schauspielers auf und studierte von 1845 bis 1849 bei Siegfried Dehn Komposition. Bereits in dieser Zeit entstanden einige seiner Kammer- und Kirchenmusikwerke, aber auch weltliche Lieder. Sein bedeutendstes Werk aus dieser Zeit ist das Stabat Mater für Soli, Chor und Orchester aus dem Jahre 1849, das quasi als Abschlussarbeit seiner Lehrzeit bei Dehn entstand.
1851 war Cornelius in Berlin als Musikkritiker der Zeitschriften Echo und Modespiegel tätig.
1852 verbrachte Peter Cornelius acht Monate bei seinem Schwager Johann Schily in Wallerfangen. Dort machte er die Bekanntschaft von Leonie Schlinker, der Tochter des Saarlouiser Festungskommandanten Josef von Schlinker. Die junge Frau inspirierte ihn zu einem Zyklus von sechs Liedern (Opus 1). Hieran erinnert heute eine Gedenktafel an Schilys ehemaligem Wohnhaus in der Hauptstraße 4. Über den Aufenthalt in Wallerfangen strahlte Radio Saarbrücken im Jahre 1953 ein Hörbild von Josef Reichert aus.
Durch Vermittlung seines Onkels lernte er 1853 Franz Liszt kennen, in dessen Umgebung in Weimar er mit Unterbrechungen bis 1858 lebte. Beeinflusst von Liszt trat Cornelius in der Neuen Zeitschrift für Musik vehement für die Neudeutsche Schule ein. In diesen Jahren entstand auch ein Großteil seiner katholischen Kirchenmusik.
Am 15. Dezember 1858 erlebte Cornelius’ Oper Der Barbier von Bagdad ihre Uraufführung. Die von Franz Liszt geleitete Aufführung geriet zum Eklat, da Gegner Liszts sie störten. Diesen Misserfolg nahm Cornelius zum Anlass, 1859 nach Wien zu gehen, wo er Friedrich Hebbel und Richard Wagner kennenlernte. „Sinnige und milde Begrenzung und Befestigung des von Wagner in seiner besten Zeit Errungenen“ war laut eigenem Bekunden sein Ziel. Cornelius blieb bis 1864 in Wien und begleitete Wagner 1865 nach München. Dort kam er in den Genuss eines Ehrensoldes von König Ludwig II. Am 21. Mai 1865 wurde Cornelius’ zweite Oper Der Cid mit Erfolg uraufgeführt. 1867 berief man Cornelius in München an die neu errichtete Musikhochschule als Dozent für Rhetorik und Harmonielehre.
1867 heiratete Cornelius in Mainz Bertha Jung (* 1834; † 1904). Mit ihr hatte er eine Tochter und drei Söhne, darunter Carl Maria Cornelius (1868–1945). In seiner Geburtsstadt starb er am 26. Oktober 1874 im Alter von fast 50 Jahren an damals noch nicht therapierbarem Diabetes mellitus. Er wurde auf dem Mainzer Hauptfriedhof beigesetzt.

„Der edelsten und liebenswürdigsten Künstler Einer: der Dichter und Tonsetzer Peter Cornelius ist dahin geschieden. Wer auch nur einige Stunden den persönlichen Zauber dieses tief poetischen Gemüthes empfunden hat, wer des Eindrucks dieser kindlich reinen Männerseele theilhaftig geworden ist, in deren Nähe man sich selbst veredelt fühlte, wird tieferschüttert die traurige Kunde vernehmen. Um vieles schmerzlicher aber wird die Todesnachricht den Kreis Jener treffen, die Freunde seiner Muse geworden sind, welche an seinen Compositionen, an seinen Dichtungen sich erfreut haben, welche noch die herrlichsten Früchte von seinem ferneren schöpferischen Wirken erwarten zu dürfen glaubten. Jene, die Stunden des köstlichsten Genusses schon den Werken verdankten, die der nun Verstorbene bereits mitgetheilt hatte. Wer ihm näher getreten war, wird kaum hoffen, die im Freundesherzen entstandene Lücke je ausfüllen zu können. Im kräftigsten Mannesalter, im nahezu vollendeten fünfzigsten Lebensjahre raffte der Tod ihn hin. Als Professor an der kgl. Hochschule zu München angestellt, suchte er bei Beginn der Sommerferien Erfrischung und Erholung an den Ufern des Rheins, in seiner und seiner Gattin gemeinschaftlichen Heimath Mainz. Dort entdeckte ein befreundeter Arzt Spuren jener Krankheit an ihm, die selten ihre Opfer wieder gesunden lässt. Anscheinend mit dennoch gutem Erfolge besuchte er das Bad Neuenahr; Freunde, welche das böse Gerücht von dem tödtlichen Uebel vernommen hatten, eilten besorgt herbei, verliessen ihn aber Mitte vorigen Monats noch mit den besten Hoffnungen und glaubten, dass auch Cornelius einer der sehr Seltenen sein werde, welche jener Krankheit nicht erliegen. Nun stehen wir Alle, die ihn so hoch verehrt, so warm geliebt haben, vor der erbarmungslosen Gewissheit, dass er auf immer uns entrissen. Nach mehrmonatlichem Leiden ist er am Abend des 26. Octobers in Mainz entschlafen.“

Cornelius war ein äußerst produktiver Liedkomponist. Die Grundlage für fast die Hälfte seiner Lieder waren eigene Dichtungen, die auch von anderen Komponisten vertont wurden. Cornelius bezeichnete sich selbst auch als „Dichterkomponist“. Die Frage, ob er nun Dichter oder Musiker oder Musikjournalist sein sollte, begleitete ihn fast sein ganzes Leben. Gerade diese Unentschlossenheit und auch sein bescheidenes und eher zurückhaltendes Wesen trugen dazu bei, dass er immer im Schatten seiner Zeitgenossen Richard Wagner und Franz Liszt stand, die er beide bewunderte. Dennoch wird er heute vor allem als Liedkomponist hoch geschätzt.

## Werke (Auswahl)
Kompositionen
- Stabat mater für Soli, Chor und Orchester (1849)
- „Mir klingt ein Ton so wunderbar“ (1854)
- Brautlieder (1856)

- Weihnachtslieder op. 8 (1856–1870)
- Der Barbier von Bagdad, komische Oper (1858)
- Der Cid, Oper (1865)
- Drei zweistimmige Lieder für Sopran und Bariton op. 6 (1866)[5]
- Requiem Seele vergiss sie nicht nach einem Text von Friedrich Hebbel (1872)
- Gunlöd, unvollendete Oper in drei Akten (1869–1874) nach der Edda (Riesin Gunnlöd), Ergänzung und Instrumentation der hinterlassenen Skizzen durch Waldemar von Baußnern (1906)
- Messe in d-Moll für Frauenchor, Sopran- und Alt-Solo und Orgel, Streicher ad lib.; CWV 91
- Streichquartette

Schriften
- Literarische Werke. Ausgewählte Briefe nebst Tagebuchblättern und Gelegenheitsgedichten. Hrsg. von Carl Maria Cornelius. 2 Bände. Breitkopf & Härtel, Leipzig 1904–1905.
- Gesammelte Aufsätze. Gedanken über Musik und Theater, Poesie und bildende Kunst. Herausgegeben und kommentiert von Günter Wagner. Schott, Mainz u. a. 2004, ISBN 3-7957-1340-4.
- Günter Wagner (Hrsg.): Briefe und Tagebuchblätter. Zwei Bände (= Beiträge zur mittelrheinischen Musikgeschichte, Bd. 44 u. 46). Schott, Mainz 2015/2024, ISBN 978-3-7957-0909-9.
- Biographisches. Peter Cornelius. In: Musikalisches Wochenblatt. Organ für Musiker und Musikfreunde, 6. November 1874, S. 551–553 (online bei ANNO). (Kurze Autobiographie auf Anregung des Musikalischen Wochenblatts: „Nachstehende, die gemüthvolle Persönlichkeit des leider viel zu früh dahingschiedenen Künstlers widerspiegelnde Autobiographie wurde bereits vor Jahr und Tag von uns veranlasst, doch trug ihr Verfasser in allzugrosser Bescheidenheit nachträglich Bedenken gegen ihre Veröffentlichung, da er eine falsche Auslegung befürchtete, bevor er nicht die künstlerischen Pläne, welche sein Inneres füllten, vollständig zur Ausführung gebracht habe.“)

## Peter-Cornelius-Archiv
Durch seinen Sohn und Biographen Carl Maria Cornelius wurde sein Nachlass systematisch ausgewertet und erweitert. Er bildet seit dem Erwerb von dessen Witwe durch die Stadt Mainz im Jahre 1950 den Kern des Peter-Cornelius-Archivs in der Stadtbibliothek Mainz, welche damit die international bedeutendste Sammlung von Werken des Künstlers besitzt. Das Archiv wurde durch jahrzehntelange antiquarische Ankäufe seitens der Stadtbibliothek weiter ausgebaut.
Eine der spektakulärsten Ergänzungen des Archivs erfolgte 1999 durch die Überlassung des letzten großen Bestands an Musikmanuskripten des Komponisten aus der Sammlung Joseph Standthartner (1818–1892), die die Sparkasse Mainz 1987 erwarb.
Der Nachlass umfasst verschiedene Materialien aus dem musikalischen und literarischen Werk des Peter Cornelius. Er enthält Musikmanuskripte als Autographen und in Abschriften, Musikdrucke (häufig in Erstausgaben), Gedichte von Peter Cornelius, Briefe von und an Peter Cornelius, Notiz- und Tagebücher, Korrespondenz der Familie sowie eine Bildersammlung.

## Andenken

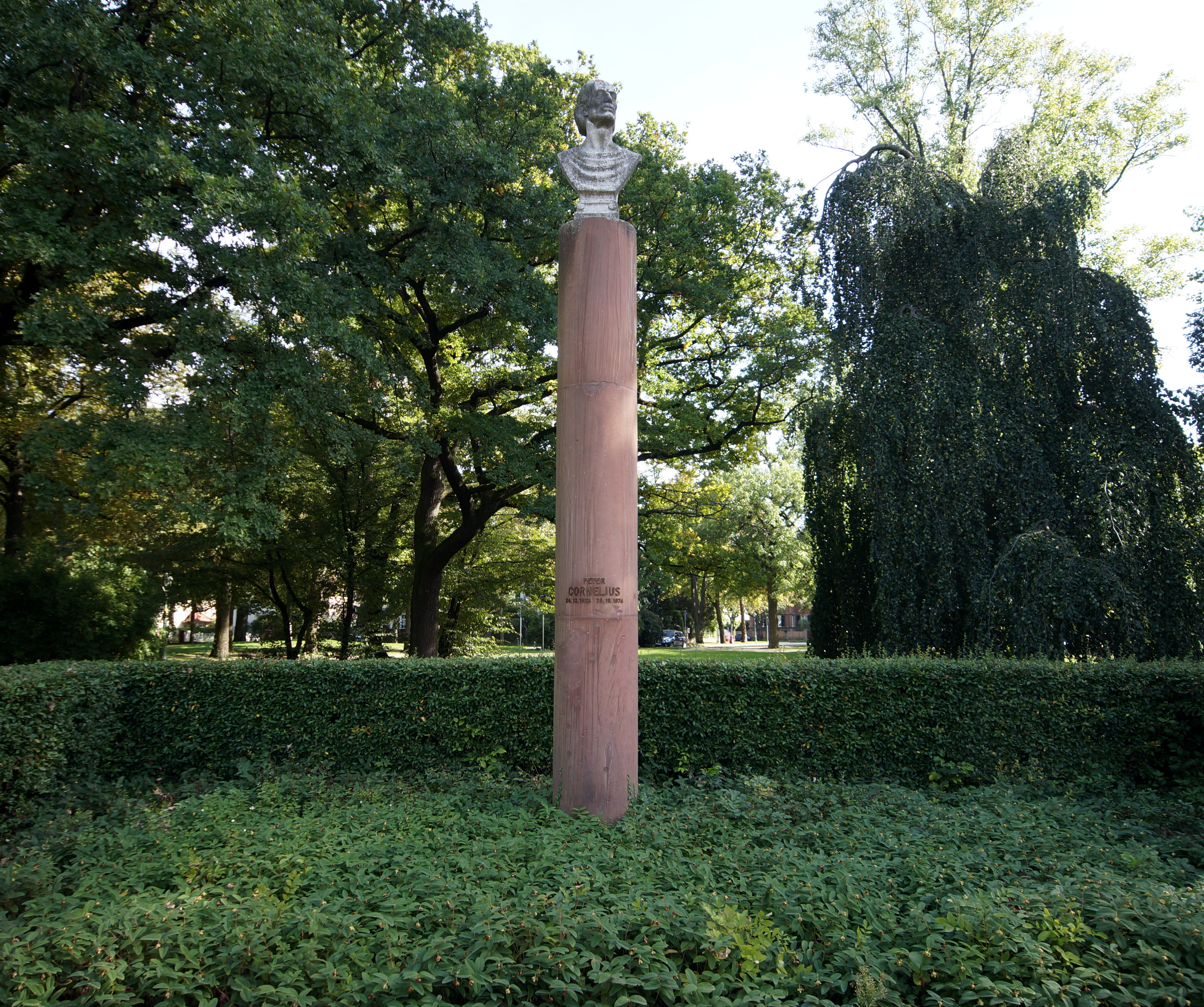
Denkmal für Peter Cornelius in der Grüngürtel-Promenade (Drususwall) in Mainz, Oktober 2013

### In Mainz
- Eine Tafel an der Kupferbergterrasse erinnert an das Geburtshaus.
- Auf dem Hauptfriedhof befindet sich das Grab des Komponisten.
- Eine 1930 durch Hugo Lederer gestaltete Peter-Cornelius-Büste auf einem aus drei Rotsandsteintrommeln zusammengesetzten Rundpfeiler steht in der Mainzer Grüngürtel-Promenade „Drususwall“.
- In Mainz-Neustadt wurden die Corneliusstraße und der Peter-Cornelius-Platz nach ihm benannt.
- Das Konservatorium wurde 1936 nach Peter Cornelius benannt: Peter-Cornelius-Konservatorium der Stadt Mainz.
- Das Land Rheinland-Pfalz ehrt Musiker seit 1951 mit der Peter-Cornelius-Plakette.

### Im übrigen Deutschland
- Peter-Cornelius-Straßen erinnern in mehreren deutschen Städten an den Komponisten, beispielsweise in Augsburg (Pfersee), Erfurt, Geisenheim-Johannisberg, Neubrandenburg, Nieder-Olm, Reutlingen, Rostock, Sindelfingen, Weimar.
- Corneliusstraßen in Berlin-Lankwitz,[6] Frankfurt am Main, Ludwigsburg und Nierstein (jeweils in Komponistenvierteln) erinnern ebenfalls an Peter Cornelius.
- Die Corneliusstraße in München wurde bereits 1830 nach seinem Onkel Peter von Cornelius benannt. Heute wird der Name jedoch als Ehrung für beide verstanden.
- Am Haus Hauptstraße 4 in Wallerfangen erinnert eine Gedenktafel an Cornelius’ achtmonatigen Aufenthalt im Jahre 1852.[1]

### In Österreich
- In Wien-Mariahilf (6. Bezirk) wurde 1867 die Corneliusgasse nach ihm und seinem Onkel Peter von Cornelius benannt.
- In Salzburg erinnern eine Gedenktafel am Haus Nonntaler Hauptstraße 20 sowie die Peter-Cornelius-Gasse an den Komponisten.

### In den Niederlanden
- In Waalwijk ist die Peter Corneliusstraat nach ihm benannt.

## Werkverzeichnis
- Günter Wagner: Peter Cornelius. Verzeichnis seiner musikalischen und literarischen Werke. Schneider, Tutzing 1986, ISBN 3-7952-0455-0.